# Vermondans
Vermondans é uma comuna francesa na região administrativa de Borgonha-Franco-Condado, no departamento de Doubs. Estende-se por uma área de Pont-de-Roide 13,58 km², com Pont-de-Roide 4781 habitantes, segundo os censos de 1999, com uma densidade de Pont-de-Roide 352 hab/km².